# Irving Louis Horowitz
Irving Louis Horowitz (Nueva York, 25 de septiembre de 1929 – Princeton, 21 de marzo de 2012) fue un sociólogo estadounidense. Desde 1962 hasta 1969 fue profesor de Sociología en la Universidad Washington en San Luis. En 1969 y hasta su emeritación estuvo a cargo de la Cátedra Hannah Arendt de Sociología y Ciencias Políticas de la Universidad Rutgers en Nueva Jersey.

## Carrera
Al comienzo de su carrera, 1956-1958, fue profesor asistente de Teoría Social en la Universidad de Buenos Aires. Luego trabajó durante los siguientes 40 años en varias instituciones académicas en India, Tokio, México, y Canadá. Fue además miembro del consejo del Latin American Research Center, entre 1964 y 1970 y consejero del International Education Division, de la Fundación Ford, desde 1959 hasta 1960.

## Contribuciones académicas
Horowitz fue autor de más de veinticinco libros y editor de muchos otros. Analizó temas como la influencia de Sun Myung Moon en la Unification Church sobre la política estadounidense, el futuro de la edición de libros, y sobre la política en Cuba.
Desarrolló una sociología política que pudiese medir el espacio de libertad personal en una sociedad y la violencia estatal.
También es conocido por su obra de 1994 The Decomposition of Sociology, en la cual sostiene que la sociología está en proceso de deterioro debido a una excesiva ideologización que la está alejando de la manera en que se trabajaba en los Estados Unidos para acercarla más al sistema europeo (particularmente marxista) lo que conlleva un descenso de su relevancia para la realización de políticas: "La descomposición de la sociología comenzó cuando su gran tradición fue objeto de un tratamiento ideológico y una tradición malograda surgió como consecuencia de triunfos totalitarios".

## Obras (selección)
- The Anarchists (1964)[2]
- Winners and Losers: Social and Political Polarities in America (1984); una crítica del fascismo de izquierda
- Cuban Communism: 1959-2003. 11° edición.
- The Long Night of Dark Intent: A Half Century of Cuban Communism. Transaction Publishers (2011).
- The War Game, Transaction Publishers (2013), Editada y con nueva introducción, "Conflagration and Calculation," de Howard G. Schneiderman
- Professing Sociology: Studies in the Life Cycle of the Social Sciences, Transaction Publishers (2014), con una nueva introducción - "Fugitive Thoughts Tamed," by Howard G. Schneiderman